# شيلبا شيندي
شيلبا شيندي (بالإنجليزية: Shilpa Shinde)‏‏ (أغسطس 1977 في مومباي - ) ممثلة، وممثلة تلفزيونية من الهند.

## وصلات خارجية
- شيلبا شيندي على موقع IMDb (الإنجليزية)
- شيلبا شيندي على موقع قاعدة بيانات الفيلم (الإنجليزية)